# بالروگ

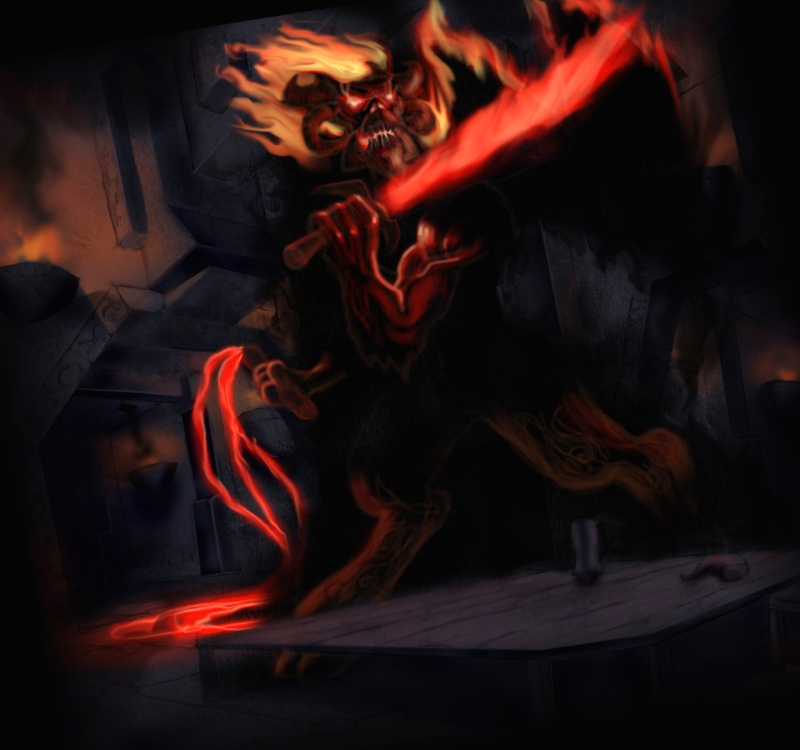
تصویر قاتل دورین (یکی از بالروگ‌ها) که در موریا پیدا شد، نقاشی توسط مارکوس رونک

بَلراگ یا بالروگ نام موجوداتی خیالی در رشته‌افسانه‌های تالکین است. بالروگ‌ها موجوداتی پلید و نیرومندند که می‌توانند بر خود آتش بپوشانند یا خود را در تاریکی و سایه پنهان کنند. گاهی بلراگ شلاق آتشین دارد و در مواردی هم یک شمشیر بلند دارد. از دیدگاه میزان آسیب‌رسان بودن، تنها اژدهایان قابل مقایسه با بلراگ بودند. در دوره نخست سرزمین میانی، بلراگ در میان ترسناک‌ترین موجودات مورگوت بود.

## پیشینه
برپایهٔ سیلماریلیون، والای پلید، مورگوت در دوران شکوه و جلال خود پیش از آفرینش آردا، مایاهای ضعیف تر را به خدمت خود می‌گیرد و آن‌ها تبدیل به «دیو بلندمرتبه» یا بلراگ می‌شوند.
پس از بیداری الف‌ها، والاها ملکور را می‌گیرند و نیروهایش را نابود می‌کنند اما بخش‌های عمیق‌تر را نادیده می‌گیرند. جایی که بسیاری از هم پیمانان ملکور و بلراگ‌ها به آنجا فرار می‌کنند و همان‌جا پنهان می‌شوند.
در طی نبرد خشم که پایان دهندهٔ دورهٔ نخست بود بیشتر بلراگ‌ها نابود شده بودند اما برخی از آن‌ها ازجمله قاتل دورین توانستند به ریشه‌های زمین پناه ببرند و آنجا پنهان شوند.

## قاتل دورین
بلای جان دورین یا قاتل دورین همان بالروگی است که در ارباب حلقه‌ها با یاران حلقه در موریا روبرو می‌شود. او توانسته بود از نبرد خشم جان سالم به در ببرد و پنج هزار سال در کوه‌های مه‌آلود پنهان شود. این بالروگ تا دورهٔ سوم در کارادراس (یکی از کوه‌های موریا پنهان بود تا اینکه معدنچیان میتریل، کوتوله‌های خزد-دوم برای او ایجاد مزاحمت کردند (یا او را از زندانش آزاد کردند) پس از آن بلراگ دورین ششم شاه خزد-دوم را کشت و از آن پس کوتوله‌ها نام قاتل دورین را بر او نهادند.
کوتوله‌ها تلاش کردند با او مبارزه کنند اما نتوانستند و بسیاری کشته شدند شاه بعدی کوتوله‌ها نائین یکم به همراه نیروهایش از منطقه فرار کرد. فاجعهٔ بلراگ به الف‌های لوتلورین هم رسید و آن‌ها هم از سرزمین شان فراری شدند. از آن پس الف‌ها نام آن سرزمین را موریا گذاشتند به معنی «پرتگاه سیاه» (البته هزاران سال پیش از آن در دورهٔ دوم نام موریا بر دروازهٔ غربی موریا نقش بسته بود)
برای ۵۰۰ سال دیگر موریا برای بالروگ باقی ماند اما برپایهٔ افسانه‌های ناتمام پس از رفتن کوتوله‌ها، اورک‌ها بی‌درنگ به آنجا رخنه می‌کنند. هنگامی که سائورون تصمیم می‌گیرد نقشه‌هایش را عملی کند اورک‌ها و غول‌ها (ترول‌ها) را به کوه‌های مه آلود می‌فرستد که برخی از آن‌ها به موریا می‌روند و بالروگ به آن‌ها اجازه می‌دهد که بمانند. هرچند که لشکر سائورون همچنان از آن بالروگ وحشت داشتند و سمتش نمی‌رفتند. کوتوله ها به رهبری داین پا آهنی با لشکر سائورون که در موریا سکونت داشتند جنگیدند و پیروز شدند. اما پس از شکست لشکر سائورون، بالروگ خشم خودش را به داین و لشکر کوتوله ها نشان داد بنابراین کوتوله ها همچنان نتوانستند کوه قدیمی خود را پس بگیرند. داین پا آهنی گفت برای غلبه بر بالروگ و پس گرفتن سرزمینشان نیرویی بسیار عظیم تر لازم است. 
بعدها گروه یاران حلقه یه رهبری گندالف که خود همانند بالروگها، مایا بود ( همنژاد بالروگها محسوب میشد ) از این کوه عبور کردند که با باقی مانده اورکهای سائورون جنگیده و بالروگ را بیدار کردند. در یک تقابل فراموش نشدنی گندالف و بالروگ هردو از پل خزد-دوم سقوط کردند و در ادامه نبرد گندالف توانست بالروگ را در برج دورین شکست دهد و خودش نیز کشته شد. اما روح مایا، گندالف توسط والار دوباره به او اهدا شد  

## گوتموگ
نوشتار اصلی: گوتموگ

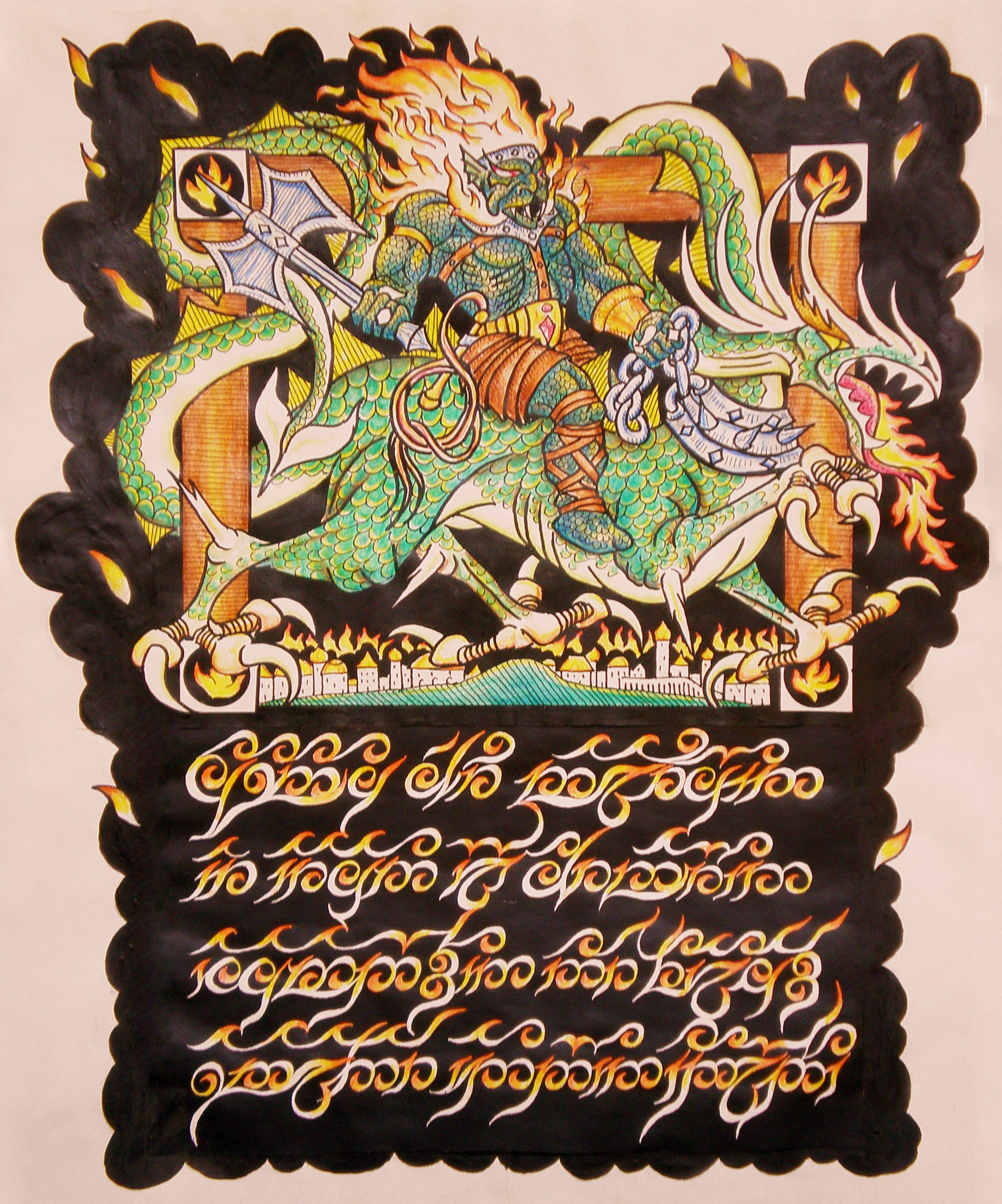
گوتموگ پادشاه بلراگ ها.

گوتموگ  بزرگ تمامی بالروگها، در چندین نسخه از سیلماریلیون دیده می‌شود. او بالروگی بزرگ اندام و نیرومند است و نزدیک به ۴ متر (۱۲ پا) قد دارد. یک تبر سیاه دارد و یک شلاق آتشین.او عنوان فرماندار انگباند را به خود گرفته‌است. گوتموگ در زبان سینداری به معنی ستمگر وحشت است.
وی در نبرد سقوط گاندولین فرماندهی ارتش مورگوت را عهده‌دار بود. هرچند ارتش مورگوت موفق به فتح و نابودی تمدن الف های گاندولین شد، ولیکن گوتموگ در یک نبرد تن به تن مقابل الف بلندمرتبه اکتلیون کشته شد و اکتلیون نیز در این پیکار جان باخت.